# Helionix
O Helionix é um novo sistema de aviônicos desenvolvido pela Airbus Helicopters para oferecer maior flexibilidade de missão as operadoras e impactar positivamente a segurança operacional. Ele é composto por dois computadores e um layout de cockpit exclusivo com até quatro monitores eletrônicos projetados para melhorar a percepção situacional dos pilotos em vôo.
O Helionix surgiu da necessidade dos clientes da Airbus Helicopters de um sistema de aviônica mais potente, com maior capacidade de computação e mais funções, mas que fosse mais fácil de usar e dependesse de menos monitores nos cockpits. Empregando recursos padronizados, o sistema já foi integrado à nova geração de helicópteros da série H da Airbus, que é composta pelos helicópteros H125, H130, H135, H145, H175 e o novo H160.
O conjunto de aviônicos inclui um piloto automático de quatro eixos para reduzir a carga horária de trabalho do piloto e um indicador de primeiro limite no qual os dados dos instrumentos do motor são mostrados sob um indicador. Um sistema de navegação e comunicação GPS e um Sistema de Monitoramento de Tráfego completam o conjunto, enquanto um sistema de missão, incluindo mapa digital, um Sistema de Aviso de Helicópteros e um Sistema de Visão Sintética, dão aos pilotos uma consciência situacional completa.
Após ser introduzido nos novos helicópteros Airbus, o Helionix foi saudado pelos usuários por sua intuitiva interface homem-máquina e piloto automático, recursos que permitem que os pilotos se concentrem mais completamente no próprio voo.
Melhorias planejadas também serão incluídas nos sistemas de missões, em particular o já existente Sistema de Visão Sintética (SVS), que permite que os pilotos recebam uma imagem 3D do terreno em uma tela de cristal líquido, melhorando sua percepção do ambiente de voo, especialmente em condições de baixa visibilidade.